# 내꺼야 (PICK ME)
〈내꺼야 (PICK ME)〉는 2018년 노래로, 엠넷의 서바이벌 리얼리티 프로그램 《PRODUCE 48》의 참가자들이 부른 노래이다. 《PRODUCE 48》의 테마곡이기도 하다. 2018년 5월 10일 스톤뮤직엔터테인먼트를 통해 공개되었다. 센터는 HKT48의 미야와키 사쿠라가 맡았다.
센터 결정은 2018년 6월 29일 방송된 《PRODUCE 48》 제 3회에서 공개되었다. 연습생 중에서 능력 등에 따라 나뉜 A ~ F 등급 중 A 등급에 있었던 연습생인 김시현, 안유진, 미야와키 사쿠라, 이가은 등 총 14명에 대한 B 등급 이하 연습생의 투표를 거쳤다. 첫 투표에서 미야와키 사쿠라, 이가은이 동점으로 1위가 되었으며 재투표에서 미야와키 사쿠라가 센터로 선발되었다. 
대한민국의 음악 방송 Mnet 《엠카운트다운》에서 음원 공개 당일에 맞춘 2018년 5월 10일 방송분에서 처음으로 공개되었다. (사전 녹화는 2018년 4월 22일이다.). 
2018년 7월 14일에는 피아노 버전이 발매됐다.  10월 29일에 발매된 아이즈원의 데뷔 음반 《COLOR*IZ》에는 CD에 한해서 아이즈원의 멤버로 새롭게 불린 버전의 곡이 수록되어 있다.

## 수록 내용
| #            | 제목                  | 언어         | 재생 시간 |
| ------------ | --------------------- | ------------ | --------- |
| 1.           | 〈내꺼야 (PICK ME)〉  | 한국어       | 4:39      |
| 2.           | 〈NEKKOYA (PICK ME)〉 | 일본어       | 4:39      |
| 총 재생 시간 | 총 재생 시간          | 총 재생 시간 | 9:18      |

| #            | 제목                              | 재생 시간 |
| ------------ | --------------------------------- | --------- |
| 1.           | 〈내꺼야 (PICK ME) (Piano ver.)〉 | 3:44      |
| 총 재생 시간 | 총 재생 시간                      | 3:44      |